# Diaphorus setifer
Diaphorus setifer är en tvåvingeart som beskrevs av de Meijere 1916. Diaphorus setifer ingår i släktet Diaphorus och familjen styltflugor. Inga underarter finns listade i Catalogue of Life.